# Honda CB 400 Four
La CB 400 Four era una motocicletta prodotta dalla Honda. Dopo avere introdotto, nel 1969, la CB 750 Four la Honda fece seguire dei motori, sempre a quattro cilindri 4 tempi,  di minore cilindrata quali: il 350 cm³ (CB 350 Four), il 500 cm³ (CB 500 Four), e il modello da 408 cm³.

## Contesto
La CB 400 Four era in pratica una espansione del modello 350 degli anni precedenti. Il maggiore cambiamento era dato dall'aumento dell'alesaggio che portò la cilindrata a 408 cm³, dall'adozione (cosa rara per quei tempi) di un cambio a 6 marce e di uno scarico 4 in 1 che seguiva le forme del telaio finendo nello scarico posto sul lato destro. Le altre caratteristiche erano date dal serbatoio del carburante con linee più spigolose e il manubrio in stile Café Racer, che dava alla moto un aspetto più corsaiolo dei modelli precedenti da 350 cc; inoltre furono arretrate le pedane del guidatore e rese retrattili per evitare l'interferenza con il pedale di avviamento (kick starter). Anche nel nome si era cercato di sottolineare queste caratteristiche aggiungendo sul serbatoio la dicitura "Super Sport".
Sebbene indirizzata verso il settore più sportivo del mercato la CB 400 F forniva delle prestazioni, in confronto con le sue dirette concorrenti quali la Kawasaki H1 500 a tre cilindri, più limitate. In compenso però il motore aveva una erogazione più dolce ed era più silenzioso dei modelli dotati del motore 2 tempi. Il cambio a 6 marce consentiva, infatti, di mantenere il motore sempre al migliore regime di rotazione.